# Maria di Corico
Maria di Corico (1321 – prima del 1405) fu regina consorte, consecutivamente, di due re della Piccola Armena:  Costantino V e Costantino VI, inoltre fu reggente della Cilicia Armena per un anno alla morte di Costantino IV, nel 1344.
Era figlia di Oscin, signore di Corico, e della sua seconda moglie Giovanna di Taranto, vedova del re Oscin d'Armenia.
Nel 1340 sposò il re Costantino V d'Armenia (1313, † 1362); da questa unione nacquero:
- Oscin (..., † 1356),
- Leone (1338, † ante 1357).

Nel 1369 sposò il re Costantino VI d'Armenia (..., † 1373).
Il terzo marito fu Ottone di Brunswick.